# バラードよ永遠に
「バラードよ永遠に」（バラードよえいえんに）は、1989年10月11日に発売された矢沢永吉の26枚目のシングル。

## 概要
キャッチコピーは『BALLAD FOR ROCK'N ROLL』。1989年第3弾シングルで、矢沢が出演した「AXIA」のCMソングに起用された。
オリジナル・アルバムには収録されず、1997年リリースのベスト盤『E.Y 90'S』でアルバム初収録となった。
カップリングの「FLESH AND BLOOD」は、アルバム『情事』からのリカット。
矢沢のシングルとして本作が最後のアナログレコード発売となった。

## 収録曲
| 全作詞: 売野雅勇、全作曲: 矢沢永吉。 |                                                                               |          |            |      |
| #                                    | タイトル                                                                      | 作詞     | 作曲・編曲 | 時間 |
| 1.                                   | 「バラードよ永遠に」(富士フイルム「AXIAオーディオテープ PS-X」イメージソング) | 売野雅勇 | 矢沢永吉   | 4:04 |
| 2.                                   | 「FLESH AND BLOOD」(富士フイルム「AXIA オーディオテープ GT-X」イメージソング) | 売野雅勇 | 矢沢永吉   | 3:57 |
| 合計時間:                            | 合計時間:                                                                     | 8:01     |            |      |